# ساندرو رانييري
ساندرو (بالبرتغالية: Sandro Ranieri Guimarães Cordeiro‏)، من مواليد 15 مارس 1989، لاعب كرة قدم يلعب مع نادي كوينز بارك رينجرز
بدأ باللعب مع منتخب البرازيل لكرة القدم في عام 2009.

## روابط خارجية
- ساندرو رانييري على موقع الاتحاد الدولي (مؤرشف)  (الإنجليزية)
- ساندرو رانييري على موقع اتحاد تركيا (لاعب) (الإنجليزية)
- ساندرو رانييري على موقع إي إس بي إن إف سي (الإنجليزية)
- ساندرو رانييري على موقع قاعدة بيانات كرة القدم.إي يو (الإنجليزية)
- ساندرو رانييري على موقع ناشيونال فوتبول تيمز (الإنجليزية)
- ساندرو رانييري على موقع Soccerbase.com (لاعب) (الإنجليزية)
- ساندرو رانييري على موقع Soccerway.com (الإنجليزية)
- ساندرو رانييري على موقع عالم كرة القدم.نت (الإنجليزية)
- ساندرو رانييري على موقع أوليمبيديا (الإنجليزية)
- ساندرو رانييري على موقع اللجنة الأولمبية البرازيلية (البرتغالية)